# Spring rain
「Spring rain」（スプリング・レイン）は、MAXの23作目のシングル。2002年2月20日発売。発売元はavex trax。

## 解説
- 2002年第1弾シングル。
- 初回限定盤のみオリジナルフォトカード封入。
- 2002年年明け早々にレコーディング。Minaにとっては妊娠中のレコーディングとなり、またこのシングルをもって長期休業に入った。実質上“第1期MAX”の最後のシングルとなった。
- 前作までの外国人作家作曲による洋楽ダンスミュージック志向は影を潜め、MAXの15thシングル「一緒に･･･」を彷彿させるミディアム・バラードに仕上がっている。
- 元々“春の雨”を意味する「Spring rain」という現行のままの仮タイトルだったが、その後「春に抱かれて」というタイトルに一旦変更される。しかし言葉の響きを重視したメンバーの強い要望により再びタイトルは「Spring rain」へと戻された経緯を持つ。
- 盤収録の全ての楽曲の作詞を松本有加が担当している。
- 作曲は同事務所所属で、元“ZERO”の阿久津健太郎。MAXとは、彼女らが沖縄から上京した頃に遡るくらいからの古い友人で、レコーディング当日にスタジオで顔を合わせた阿久津がその日レコーディングする楽曲の作曲者だと知り、メンバーは驚いたという。阿久津は以前にもMAXのアルバム4thアルバム『EMOTIONAL HISTORY』収録曲の「Lovin' All Night」（作詞・作曲）、「Crazy in my love」（作詞・作曲）、「Necessary」（共作詞）で詞や曲を提供している。
- ミュージック・クリップや地上波等でのパフォーマンスでもダンスは封印。
- ミュージック・クリップは東京都内にある荒川の河川敷で撮影された。

## 収録曲
※ 全作詞：松本有加
1. Spring rain
作曲：阿久津健太郎 / 編曲：h-wonder
2. Party tune
作曲・編曲：平出雅人
3. Spring rain (Instrumental)
4. Party tune (Instrumental)

## 収録アルバム
Spring rain
- PRECIOUS COLLECTION 1995-2002 (Disc-2 #11、#12, M.H.JS MIX (初回限定盤のみ収録))
- MAXIMUM PERFECT BEST (Disc-1 #12)
- MAXIMUM TRANCE (#8, dancing in the rain edit)